# Brahmina thoracica
Brahmina thoracica är en skalbaggsart som beskrevs av Brenske 1892. Brahmina thoracica ingår i släktet Brahmina och familjen Melolonthidae. Inga underarter finns listade.